# Greta Gerwig
Greta Celeste Gerwig (Sacramento, 4 de agosto de 1983) é uma atriz, roteirista e diretora norte-americana conhecida pelo seu envolvimento com o movimento cinematográfico nova-iorquino Mumblecore e por filmes como To Rome with Love de Woody Allen e Frances Ha de Noah Baumbach.
Em 2018, Greta se tornou a quinta mulher a ser indicada ao Oscar de melhor direção, pelo filme Lady Bird, concorrendo também ao prêmio de roteiro original.

## Biografia
Greta Gerwig nasceu em Sacramento, Califórnia filha de Christine Sauer, uma enfermeira, e Gordon Gerwig, um consultor financeiro e programador. De origem alemã, irlandesa e inglesa foi criada em uma família liberal. Gerwig foi criada no Unitário-Universalismo mas frequentou uma escola católica. Ela se descreveu como uma criança intensa e interessada pelas artes. Sempre amou a dança e tem um diploma e Musical e Teatro em Nova York. Se formou no Barnard College da Universidade de Columbia em Inglês e Filosofia. Seu sonho era ser dramaturga, mas durante a faculdade conseguiu um papel no filme indie "LOL" de Joe Swanberg e se apaixonou pela atuação.

## Carreira
Seu primeiro filme "LOL" de Joe Swanberg foi em 2006 e nele Gerwig interpretava um papel pequeno. Ela começou então uma parceria com o movimento artístico cinematográfico independente nova-iorquino chamado Mumblecore. Seu filme seguinte foi "Hannah Takes the Stairs" em 2007 também do diretor Joe Swanberg onde juntos escreveram o roteiro e Greta estrelou como a protagonista Hannah.
Em 2008, estrelou alguns filmes do Mumblecore  como o "Baghead" dos diretores Jay Duplass e Mark Duplass, e "Yeast" de Mary Bronstein, alé de sua estreia como diretora junto a Joe Swanberg, no filme em que também co-escreveram "Nights and Weekends". Também neste ano estrelou o curta "Quick Feet, Soft Hands" e o longa "I Thought You Finally Completely Lost It".
Em 2009, estrelou o longa de Ry Russo-Young "You Wont Miss Me", o curta "Family Tree" , o filme televisivo "Une aventure New-Yorkaise" e o filme de terror aclamado pela crítica "The House of the Devil".
Em 2010, interpretou um dos seus papéis mais elogiados de sua carreira o de Florence no filme de Noah Baumbach, "Greenberg" onde protagonizou junto a Ben Stiller. O filme lhe rendeu sua primeira indicação ao Independent Spirit Award de melhor atriz, e o prêmio de melhor atriz no Athena Film Festival. Logo após isto Gerwig dublou um dos personagens principais do desenho para adultos China, IL. Também em 2010 estrelou os filmes independentes Art House e Northern Comfort.
Em 2011, fez uma aparição no filme de Ivan Reitman, Sexo sem Compromisso, estrelado por Natalie Portman e Ashton Kutcher, sendo esta sua estréia no cinema mainstream. Neste mesmo ano, estrelou "Damsels in Distress" no papel principal de Violet, "The Dish & the Spoon" e o filme "Arthur" estrelado por Russell Brand.
Em 2012, interpretou Sally no filme do diretor Woody Allen, To Rome with Love. Também interpretou a protagonista do filme "Lola Versus". Também estrelou e co-escreveu junto a Noah Baumbach o filme indie aclamado pela crítica Frances Ha.
Em 2017, escreveu e dirigiu um filme de comédia dramática estadunidense, Lady Bird, estrelado por Saoirse Ronan, Laurie Metcalf, Tracy Letts, Lucas Hedges, Timothée Chalamet, Beanie Feldstein, Stephen McKinley Henderson e Lois Smith, que estreou no Festival de Cinema de Telluride em 1 de setembro. O filme recebeu ampla aclamação da crítica e foi indicado em cinco categorias no Oscar 2018: melhor filme, melhor atriz, melhor atriz coadjuvante, além de melhor roteiro original e melhor direção para Gerwig, que se tornou a quinta mulher a ser indicada na categoria.

## Vida Pessoal
Casada com o cineasta Noah Baumbach, com quem tem dois filhos, nascidos em 2019 e 2023.

## Filmografia
| Ano  | Título                                   | Papel                  | Notas |
| ---- | ---------------------------------------- | ---------------------- | --- |
| 2006 | LOL                                      | Greta                  | |
| 2007 | Hannah Takes the Stairs                  | Hannah                 | |
| 2008 | Baghead                                  | Michelle               | |
| 2008 | Yeast                                    | Gen                    | |
| 2008 | Nights and Weekends                      | Mattie                 | |
| 2008 | Quick Feet, Soft Hands                   | Lisa                   | Curta |
| 2009 | I Thought You Finally Completely Lost It | Greta                  | |
| 2009 | You Wont Miss Me                         | Bridget                | |
| 2009 | The House of the Devil                   | Megan                  | |
| 2009 | Une aventure New-Yorkaise                | Tamera                 | Tele-filme |
| 2009 | Family Tree                              | Fernanda               | Curta |
| 2010 | Greenberg                                | Florence Marr          | Athena Film Festival de Melhor Atriz Indicada - Independent Spirit Award de melhor atriz Indicada - Gotham Independent Film Award de Melhor Atriz Revelação Indicada - Detroit Film Critics Society Award de Melhor Revelação Indicada - Detroit Film Critics Society Award de Melhor Atriz Coadjuvante Indicada - Central Ohio Film Critics Association Award de Melhor Revelação |
| 2010 | Art House                                | Nora Ohr               | |
| 2010 | Northern Comfort                         | Cassandra              | Co-roteirista Southern New England Indie Film Fest de Melhor Filme |
| 2010 | The Dish & the Spoon                     | Rose                   | |
| 2011 | No Strings Attached                      | Patrice                | |
| 2011 | Damsels in Distress                      | Violet                 | Dublin Film Critics Award de Melhor Atriz Indicada - Detroit Film Critics Society Award de Melhor Atriz Indicada - Prêmio International Cinephile Society de Melhor Atriz |
| 2011 | Arthur                                   | Naomi Quinn            | |
| 2011 | China, IL                                | Pony                   | |
| 2012 | To Rome with Love                        | Sally                  | |
| 2012 | Lola Versus                              | Lola                   | |
| 2012 | Frances Ha                               | Frances Halladay       | Co-roteirista |
| 2014 | Eden                                     | Julia                  | |
| 2014 | O Último Ato                             | Pegeen Mike Stapleford | |
| 2015 | Mistress America                         | Brooke Cardinas        | Co-roteirista |
| 2015 | O Plano de Maggie                        | Maggie Harden          | |
| 2016 | Wiener-Dog                               | Dawn Wiener            | |
| 2016 | Jackie                                   | Nancy Tuckerman        | |
| 2016 | 20th Century Women                       | Abigail "Abbie" Porter | |
| 2017 | Lady Bird                                |                        | Roteirista e diretora Indicada ao Oscar de melhor direção e ao Oscar de melhor roteiro original |
| 2018 | Isle of Dogs                             | Tracy Walker (voz)     | |
| 2019 | Little Women                             |                        | Roteirista e diretora Indicada ao Oscar de melhor roteiro adaptado e ao BAFTA de melhor roteiro adaptado |
| 2022 | White Noise                              | Babette Gladney        | |
| 2023 | Barbie                                   |                        | Co-roteirista e diretora |